# Omerovići
Omerovići är en ort i Bosnien och Hercegovina.   Den ligger i entiteten Federationen Bosnien och Hercegovina, i den sydvästra delen av landet, 90 km väster om huvudstaden Sarajevo. Omerovići ligger 879 meter över havet och antalet invånare är 290.
Terrängen runt Omerovići är kuperad norrut, men söderut är den platt. Närmaste större samhälle är Tomislavgrad, 6,9 km norr om Omerovići. 
Trakten runt Omerovići består till största delen av jordbruksmark. Runt Omerovići är det ganska tätbefolkat, med 93 invånare per kvadratkilometer.